# Sanfrecce Hiroshima
El Sanfrecce Hiroshima (サンフレッチェ広島 Sanfuretche Hiroshima?) es un club de fútbol profesional japonés que participa en la J1 League. El club está ubicado en Hiroshima, y desde 2024 disputará sus partidos en el estadio Ala de la Paz de Hiroshima, con capacidad para 36 894 asientos. El morado es el color tradicional del club, que se refleja en el uniforme —totalmente morado— y en su escudo.
El club fue fundado en 1938 como Toyo Kogyo Soccer Club hasta que el grupo Mazda adquirió el club en 1981 y lo renombró bajo su denominación comercial. El nombre de Sanfrecce Hiroshima data de 1992. Los mayores éxitos del equipo llegaron precisamente con su denominación actual en la era profesional y cuenta con tres títulos de la J1 League (2012, 2013 y 2015), tres Copas del Emperador y cinco Supercopas de Japón. El Sanfrecce Hiroshima es el equipo asiático con más puntos en la tabla histórica del Mundial de Clubes con quince puntos.

## Historia

### Mazda SC (1938-1991)
Fundado en 1938, era el equipo de la compañía automotriz Mazda bajo el nombre Toyo Kogyo Soccer Club. En 1965 cofundaron la original Japan Soccer League (los "Original 8"), y fueron sus primeros campeones, dominando el título hasta 1970 con excepción de 1969, cuando el Mitsubishi (actual Urawa Red Diamonds) les arrebató el campeonato. Desde entonces pasó a estar en los puestos medios de la JSL. En 1981 cambió su nombre a Mazda SC Toyo.

### Sanfrecce Hiroshima (1992-actualidad)
Con la creación de la J. League en 1993, el equipo abandonó la referencia a la empresa para convertirse en Sanfrecce Hiroshima. El nombre es una combinación de la palabra "tres" en japonés (san) con "flechas" en italiano (frecce). Se refiere a la historia de Mōri Motonari, quien le dijo a sus tres hijos que tres flechas son más fuertes que una, simbolizando la importancia de mantenerse unidos.
Con el apoyo de Mazda y otras empresas como Deodeo y Hiroshima Bank, el equipo desarrolló un juego defensivo imprimido por el entrenador Stuart Baxter. Tras quedar primeros en la primera fase de la J. League 1994, perdió en la final por el título ante Kashima Antlers.
A partir de 1995 Sanfrecce comenzó a decaer y pasó a terminar en los puestos bajos de la clasificación. A pesar de realizar varias renovaciones en la plantilla y confiar en su programa de canteranos, no pudo mejorar sus resultados. En el año 2002 se produjo su primer descenso a la J2, y recuperaron la máxima categoría el año siguiente. Tras volver a disputar la temporada 2008 en la segunda división, Hiroshima consiguió la cuarta posición de la J. League Division 1 2009.
Ganó su primer campeonato nacional de la J. League Division 1 en 2012 cuando el 24 de noviembre el Sanfrecce derrotó al Cerezo Osaka 4–1. Posteriormente llegaron dos nuevos campeonatos más en los próximos dos años, en 2013 y 2015. En 2014 avanzó a octavos de final de la Liga de Campeones de la AFC, pero fue eliminado por el Western Sydney Wanderers, a la postre campeón del torneo.

## Estadio
El club juega sus partidos como local en el Edion Peace Wing Hiroshima (Estadio Ala de la Paz de Hiroshima), con capacidad para 28,500 espectadores y césped híbrido inaugurado el 1 de febrero de 2024. Durante 30 años (Desde su profesionalización en 1993 hasta el año 2023) disputó sus partidos en el Estadio del Gran Arco de Hiroshima. Pero se mudaron en febrero de 2024 a su estadio Actual debido a la lejanía del Estadio del Gran Arco con respecto al núcleo central de la ciudad. Además de contar con pista de atletismo. Lo que dificultaba la visión.

## Jugadores

### Jugadores cedidos
| Cesiones |

### Jugadores destacados
| Japón - Akinobu Yokouchi - Kazuya Maekawa - Hiroshige Yanagimoto - Ryuji Michiki - Yahiro Kazama - Hajime Moriyasu - Takuya Takagi - Hisato Sato - Yoshiro Moriyama - Keita Kanemoto - Jungo Kono - Katsuhiro Minamoto - Kohei Morita - Koji Nakazato - Koji Yoshimura |  | Japón (Cont.) - Shinji Kobayashi - Takayuki Kuwata - Yasuyuki Kuwahara - Hiroyoshi Kuwabara - Tsuyoshi Kunieda - Tatsuhiko Kubo - Yūichi Komano - Tomohiro Katanosaka - Eiji Hirata - Kazuma Irifune - Kazumasa Kawano - Kenji Wakai - Kyohei Yamagata - Kosuke Yatsuda - Genki Nakayama |  | AFC - Noh Jung-Yoon - Tony Popovic |  | UEFA - Ilian Stoyanov - Ivan Hašek - Mihael Mikić - Lee Baxter - Dido Havenaar |

## Entrenadores

### Era amateur
| Entrenador       | País         | Periodo |
| ---------------- | ------------ | ------- |
| Yoshiki Yamazaki | Japón        | 1938-42 |
| Yoshiki Yamazaki | Japón        | 1947-50 |
| Minoru Obata     | Japón        | 1951-63 |
| Yukio Shimomura  | Japón        | 1964-71 |
| Kenzo Ohashi     | Japón        | 1972-75 |
| Ikuo Matsumoto   | Japón        | 1976    |
| Aritatsu Ogi     | Japón        | 1977-80 |
| Teruo Nimura     | Japón        | 1981-83 |
| Kazuo Imanishi   | Japón        | 1984-87 |
| Hans Ooft        | Países Bajos | 1987-88 |
| Kazuo Imanishi   | Japón        | 1988-92 |

### Era profesional
| Entrenador                | País         | Periodo                             |
| ------------------------- | ------------ | ----------------------------------- |
| Stuart Baxter             | Escocia      | julio de 1992 – 1994                |
| Wim Jansen                | Países Bajos | 1995 – 1996                         |
| Eddie Thomson             | Escocia      | 1997 – 2000                         |
| Valery Nepomnyashchy      | Rusia        | 2001                                |
| Gadzhi Gadzhiyev          | Rusia        | 2002                                |
| Takahiro Kimura           | Japón        | julio de 2002                       |
| Takeshi Ono               | Japón        | 2003 – 2004                         |
| Kazuyori Mochizuki        | Japón        | abril de 2004 – 2006                |
| Mihailo Petrović          | Serbia       | junio de 2006 – 2011                |
| Hajime Moriyasu           | Japón        | 2012 – 2017                         |
| Jan Jönsson               | Suecia       | julio de 2017                       |
| Hiroshi Jofuku            | Japón        | diciembre de 2017 – octubre de 2021 |
| Kentaro Sawada (interino) | Japón        | octubre de 2021 – noviembre de 2021 |
| Michael Skibbe            | Alemania     | noviembre de 2021 –                 |

## Palmarés
En negrita las competiciones vigentes. En cursiva los logros conseguidos como Toyo Kogyo SC y Mazda SC.
| Competición nacional                        | Títulos                      | Subcampeonatos                                                         |
| ------------------------------------------- | ---------------------------- | ---------------------------------------------------------------------- |
| J1 League (3/3)                             | 2012, 2013, 2015             | 1994, 2018, 2024                                                       |
| Japan Soccer League Div. 1 (5/1)            | 1965, 1966, 1967, 1968, 1970 | 1969                                                                   |
| Copa del Emperador (3/12)                   | 1965, 1967, 1969             | 1954, 1957, 1966, 1970, 1978, 1987, 1995, 1996, 1999, 2007, 2013, 2022 |
| Copa J. League (1/2)                        | 2022                         | 2010, 2014                                                             |
| Supercopa de Japón (5/1)                    | 2008, 2013, 2014, 2016, 2025 | 1979                                                                   |
| All Japan Works Football Championship (2/0) | 1956, 1962                   |                                                                        |
| NHK Super Cup (1/0)                         | 1967                         |                                                                        |
|                                             |                              |                                                                        |
| J2 League (1/1)                             | 2008                         | 2003                                                                   |
| Japan Soccer League Div. 2 (0/2)            |                              | 1985, 1990-91                                                          |

## Rivalidades
Partido por la Paz
El partido por la paz enfrenta al Sanfrecce Hiroshima y al V-Varen Nagasaki conmemorando los bombardeos atómicos de Hiroshima y Nagasaki, este encuentro solo se ha llevado a cabo dos veces, durante la temporada 2018 donde ambos equipos compartieron división.

## Equipo femenino
El equipo femenino del club Sanfrecce Hiroshima Regina participa en la WE League, la máxima categoría del fútbol femenino en Japón.